# حسن‌آباد صوفی
حسن‌آباد صوفی، روستایی از توابع بخش مرکزی شهرستان فریمان در استان خراسان رضوی ایران است.این روستا درفاصله 45کیلومتری جنوب غربی شهرستان فریمان قراردارد.این روستا ازشمال به روستاي کوچک کج درخت، ازشرق به روستاي قلعه سنگی، ازغرب به روستاي سنجدک واز جنوب به کوه های حسن آباد محدود می شود.
مردم این روستا دارای گویشی خاص بوده که بعضی از اصطلاحات آن منحصر به فرد میباشد مانند دینه به معنی ديروز، دوشنه به معنی دیشب و...
این روستا دارای مردمی بسیار بافرهنگ، خون گرم وبسیار همدل ومتحد میباشد که این اتحاد بیشتر درمراسم عزا وعروسی اهالی نمود پیدا می‌کند. مراسم روز عاشورا معمولا همه ساله در این روستا باشکوه خاصی برگزار می‌شود. 
باتوجه به کوهستانی بودن وارتفاع بالای این روستا از سطح دریا که حدود 1910متراست، روستاي حسن آباد صوفی در بهاروتابستان هوا بسیار دلپذیر است و زمستان نسبتاسردی دارد. درگذشته به دلیل بارش برف فراوان این روستا ازمنابع آبی فراوان برخوردار بود اما متأسفانه به دلیل خشکسالی‌های اخیر اکنون هیچ منبع آبی دراین روستا وجود ندارد.شغل عمده اهالی روستا کشاورزی دامداری است اما خشکسالی دراین زمینه هم بسیار تأثیر داشته تعداد دام موجود از 4000راس در سال‌های قبل به کمتر از1000راس رسیده است.

## جمعیت
این روستا در دهستان بالابند قرار دارد و براساس سرشماری مرکز آمار ایران در سال ۱۳۸۵، جمعیت آن 490 نفرو130خانوار) بوده‌است.